# Костел (Кисилин)

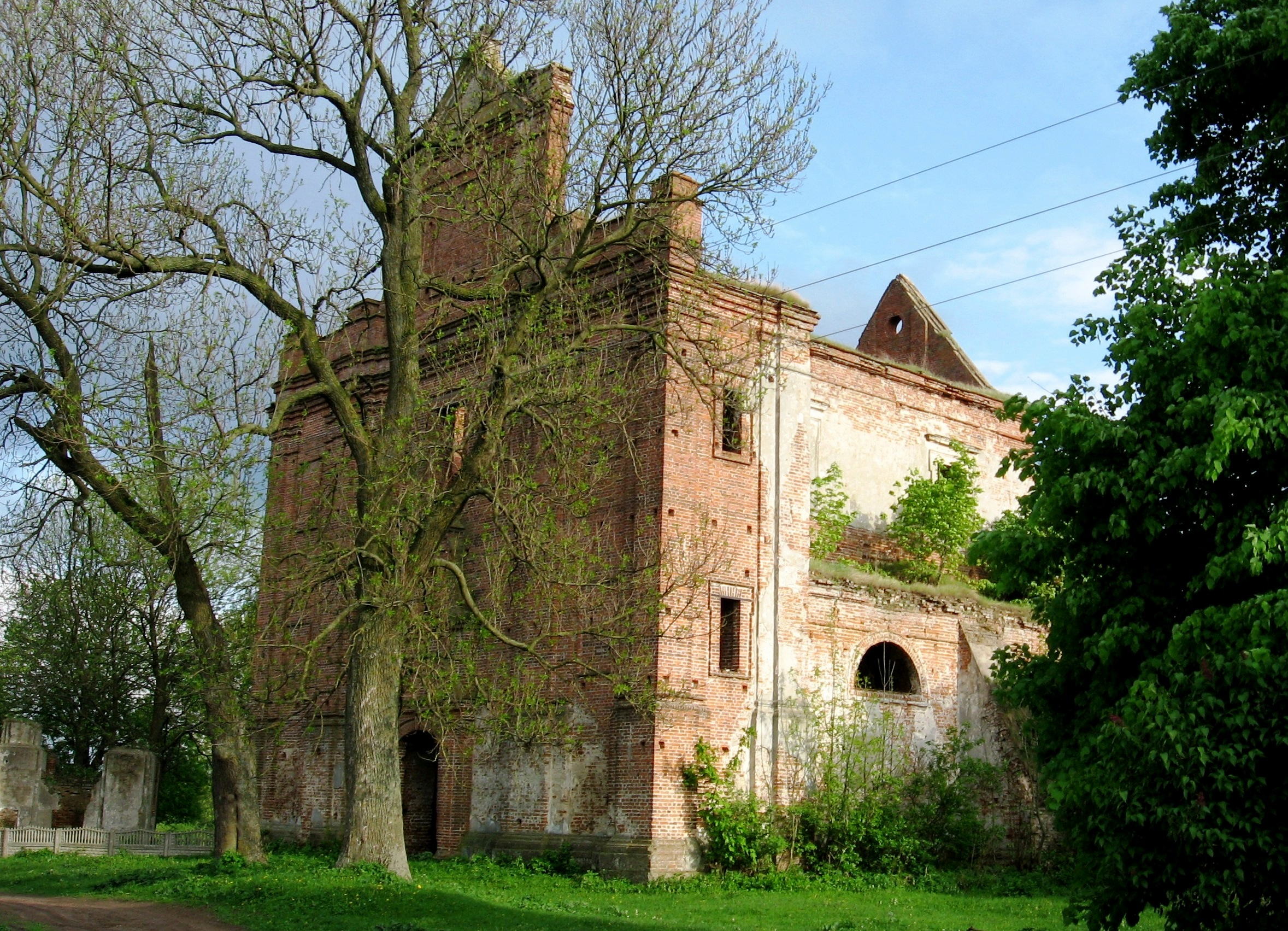
Костел кармелітів м.Кисилин

Костел Непорочного зачаття Пресвятої Діви Марії, костел кармелітів- древня церква XVIII століття у селищі Кисилин Волинської області.  

## Історія
У 1720 року за кошт родини Голуховських у селищі постав сучасний мурований костельно-монастирський комплекс. 
Освятив храм 1746 року єпископ Франциск Кобельський, а у 1726 році було засновано парафію, яку після ліквідації монастиря царською владою у 1832 році обслуговувало світське духовенство. 
У 1915р. російська артилерія майже повністю знищила костел. Відбудова тривала до 1939 року, але склепіння над головним нефом збудувати не встигли. 
У середині 30-х років парафію опікувався отець Болеслав Пейкерт, налічувала вона понад дві з половиною тисячі вірян, які проживали у семи десятках навколишнійх населених пунктах.
11 липня 1943 року підрозділи УПА оточили парафіян польського етнічного походження, які зібрались у костелі, та вбили їх. 
Вірян у храмі було від 30 (за розповідями місцевих селян) до 90 (за польським джерелами). Близько двох сотень осіб забарикадувались у частині костелу та оборонялось протягом 10-11 годин, поки вояки УПА не відійшли. Віряни винесли тіла вбитих із храму та поховали їх. Тоді ж було важко поранено останнього пароха о. Вітольда Ковалевського. 
З 1945 року костел використовували як склад для зберігання льону і коноплі. Ці матеріали стали причиною пожежі, після якої костел перебуває у стані руїни. Біля храму знаходяться могила вбитих поляків, пам'ятник та хрест, а поряд - колишнє католицьке кладовище.

## Архітектура

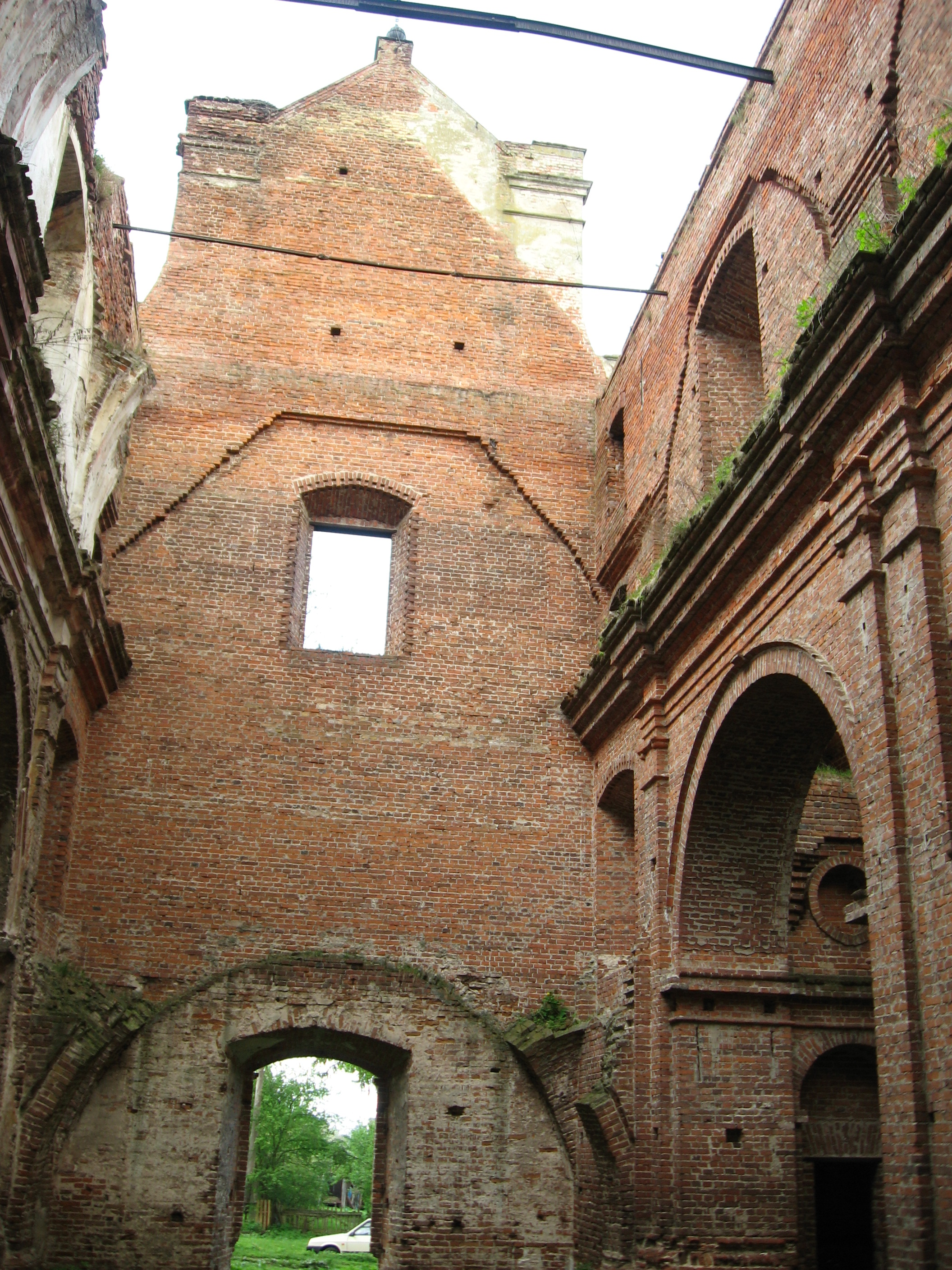
Архітектура храму

Храм належав до типу тринефної базиліки, що створює прямокутник із пресбітерієм. Бічна стіна підтримувалася контрфорсом. Інтер'єр був прикрашений фресками XVIII століття, а також декоративною ліпкою на стінах. До пресбітерію костелу примикав двоповерховий монастирський будинок, який після 1832 р. отримав статус парафіяльного. На другому поверсі храму були розташовані хори, а під будинком знаходилися підземні ходи, що тягнулися на десятки кілометрів від нього. В інтер'єрі мала місце прекрасна статуя Мадонни з Немовлям на руках на повний зріст, що витесана з каменю.

## Дивитись також
- Михайлівська церква (Кисилин)